# 青木弘
青木 弘（あおき ひろし、1976年 - ）は、日本の写真家。鳥取県出身。鳥取県立智頭農林高等学校卒業。横浜市在住。

## 経歴
写真家武政義夫に師事。2002年よりフリーランスとして活動を始める。愛称は「あおちゃん」
戦争、貧困、飢餓、尊厳をテーマにアフリカの紛争地を中心に撮影を続ける。個展、写真集、雑誌などで作品を発表。
主な国外取材地は、アフガニスタン・ソマリア・イラク・チェチェン紛争・スマトラ島沖地震・パレスチナ・東ティモール・チベット・北朝鮮・ジョージア・コンゴ民主共和国・中央アフリカ共和国など。
主な国内取材地は青森県大間町一本釣り漁師・神奈川県日本酒蔵元相模灘など。
雑誌・個展などで作品を発表。
2008年、10月、青木弘写真事務所設立。
キューバを撮った作品「La Mojito」が2016年に全国で巡回展、アメリカ、L.Aにて展示。
2018年「Pornograffiti」アメリカ、NewYorkにて展示。
2019年7月より継続可能な平和支援プロジェクトPEACEis（ピーシーズ）の活動を始め、同年7月17日にPEACEisGalleryをオープン。
「アフリカを愛しアフリカに愛された男」としてイベントや講演会、テレビ・ラジオなどにて幅広く活動中。
「オフィシャルブログ「戦場取材記」も好評連載中。
株式会社三桂所属

## 主な受賞歴
- 2025年 日本写真協会新人賞[1]
- 2024年 KG +Discovery Award[2]
- 2014年 Prix de la photography Silver Winner[3]（FRANCE)
- 2007年 コニカミノルタ フォトプレミオ[4]
- 2007年 さがみはら写真賞新人奨励賞

## 写真集
- HEAL AFRICA、冬青社、2012年
- La Mojito: 原色のシャングリラ・キューバ Kindle版、Photo Gallery Artisan、2016年
- 樹平線 juheisen、モーターマガジン社、2020年

## 所蔵
- 東京都写真美術館（東京）
- 清里フォト・アートミュージアム（山梨）